# Hassi M'Hadi
Pour les articles homonymes, voir Hassi.
Hassi M'Hadi est une commune de Mauritanie située dans le département de Timbedra de la région de Hodh Ech Chargui.